# صادق أباد (بنستان)
صادق أباد (بالفارسية: صادق‌آباد) هي قرية تقع في إيران في قسم بنستان الريفي.